# ارباب‌نشین خیوس
ارباب‌نشین خیوس (انگلیسی: Lordship of Chios)، با بند مهم فوچا که در بین سال‌های ۱۳۰۴–۱۳۳۰ تحت کنترل خاندان زاکاریا قرار گرفت و پس از دوران فطرت امپراتوری بیزانس، از سال ۱۳۴۶ تا زمان فتح آن توسط ترکان عثمانی، تحت کنترل کمپانی مائونا دی‌چیو د فوچه‌آ بود.